# Операция «Юго-Восточная Хорватия»
Операция «Юго-Восточная Хорватия» (нем. Unternehmen «Südostkroatien»), в югославской историографии известна как «Романийско-Бирчанская операция», также «Второе вражеское наступление» (сербохорв. Druga neprijateljska ofanziva / Друга непријатељска офанзива), в хорватских публикациях приводится под названием «Операция „Романия“» — крупная антипартизанская операция немецких и усташско-домобранских войск в годы Второй мировой войны. Проводилась с 15 по 23 января 1942 года в тяжёлых зимних условиях в горной местности Восточной Боснии против 1-й Пролетарской бригады и трёх партизанских отрядов во главе с Верховным штабом Народно-освободительной партизанской и добровольческой армии Югославии (НОПиДАЮ), а также четнических и других повстанческих отрядов.
В результате боевых действий немецким войскам не удалось уничтожить партизанские части. Вместе с тем они восстановили контроль над ранее утраченными районами, разместили усташско-домобранские гарнизоны в ключевых населённых пунктах региона и сорвали планы партизанского командования по овладению промышленными и горнодобывающими центрами Восточной Боснии.

## Предыстория
Босния и Герцеговина (БиГ) входила после Апрельской войны и раздела Югославии странами «Оси» в состав провозглашённого усташами Независимого государства Хорватия (НГХ). По географическим условиям земли БиГ относятся к самым гористым и труднодоступным для транспорта регионам Юго-Восточной Европы. На рубеже 1941—1942 годов Восточная Босния представляла собой очаг повстанческого движения. Здесь образовались обширные и связанные между собой территории, контролировавшиеся партизанами, четниками и независимыми сербскими отрядами либо использовавшиеся ими для передвижений и военных операций. Главным противником местных повстанцев был усташский режим НГХ, утративший контроль почти над всей территорией, за исключением её северной части и города Сараево. После подавления немецкими войсками восстания в Сербии в декабре 1941 года оставшиеся партизанские силы во главе с И. Брозом Тито отступили в Санджак и оттуда в Восточную Боснию. Здесь они соединились либо организовали взаимодействие как с местными партизанскими отрядами, так и с отрядами, действующими в соседних Герцеговине и Черногории. После прибытия в Восточную Боснию, по решению ЦК КПЮ и приказу Верховного штаба из числа наиболее преданных партии бойцов, вышедших из Сербии, а также части черногорских партизан, 21 декабря 1941 года была сформирована 1-я Пролетарская ударная бригада. Название бригады подчёркивало коммунистический характер этого соединения. Её бойцы уже имели многомесячный боевой опыт. При этом, в отличие от восточно-боснийских партизан, они уже сражались с четниками Михайловича и видели в них своего противника. Формирование бригады состоялось на территории Вишеградского котара, контролируемого четниками. 22 декабря, в первый же день после создания, бригаду атаковала итальянская воинская часть при поддержке местных четников. Действия нападавших не были скоординированы. Партизаны отбили сначала атаку четников, а затем и итальянцев. Поскольку до прибытия 1-й Пролетарской бригады вооружённых столкновений между четниками и партизанами в Восточной Боснии не было, её создание стало одним из важнейших событий, ознаменовав начало вооружённого конфликта между двумя антиоккупационными движениями в данном регионе.
Рост движения Сопротивления в Восточной Боснии, обусловленный политикой геноцида, проводимой усташами против сербского населения, а также неспособность сил хорватского домобранства справиться с ним, вынудили германское командование уделить в начале 1942 года больше внимания вопросам безопасности в НГХ и предпринять крупную операцию немецких и усташско-домобранских войск против повстанцев. Ввиду планируемой переброски на Восточный фронт 342-й пехотной дивизии, участвовавшей в подавлении восстания в Сербии в октябре — декабре 1941 года, директива Верховного командования вермахта от 24 декабря 1941 года предусматривала проведение операции до конца января 1942 года.

## Положение и планы сторон

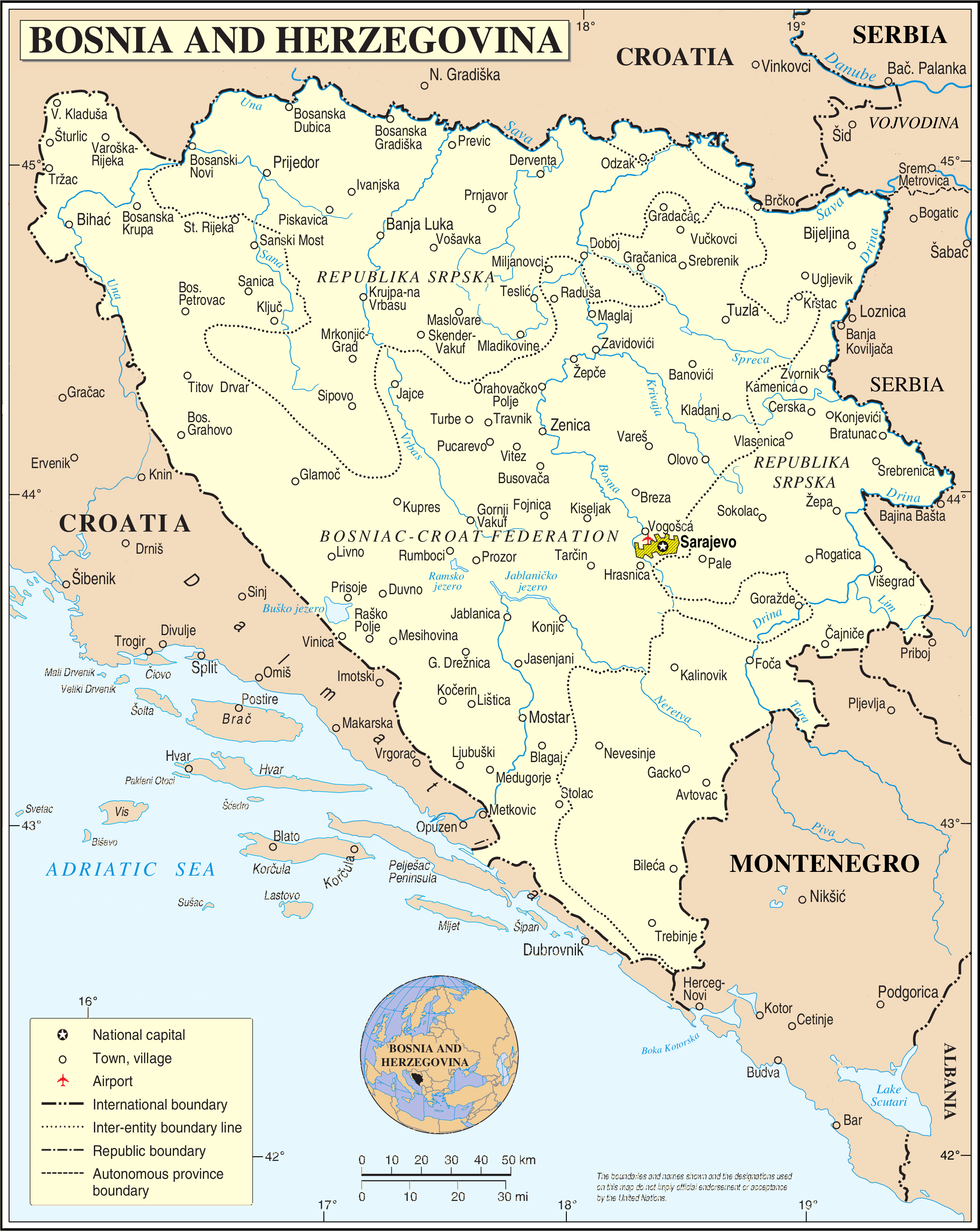
Босния и Герцеговина (современная карта)

### Немецкие войска
В начале января 1942 года в штабе командующего немецкими войсками в Сербии генерала Бадера началась подготовка к проведению операции с целью уничтожения партизанских отрядов и других повстанческих формирований в Восточной Боснии и обеспечения безопасной эксплуатации рудных ресурсов региона в интересах Германии. Планировалось неожиданным наступлением из района населённых пунктов Зворник, Сараево, Кладань и Вишеград разбить силы повстанцев, а затем быстрым концентрическим наступлением на направлениях к Соколацу, Рогатице, Власенице и Олово вытеснить их в район между Хан-Песака и Олово и там уничтожить.
В операции задействовались немецкие 342-я и 718-я пехотные дивизии, 202-й танковый батальон, один усташский и 14 домобранских батальонов (по другим данным, всего 12 батальонов) и другие подразделения. Воздушная поддержка сухопутных войск осуществлялась разведывательной и бомбардировочной авиацией. В общей сложности к операции привлекались 30—35 тысяч человек. Оперативное руководство операцией под названием «Юго-Восточная Хорватия» (для вооружённых сил НГХ было принято условное название «Операция „Романия“») осуществлял штаб 342-й пехотной дивизии, наступавшей из Вишеграда и Зворника на главном направлении в район горы Романия — центра повстанческой территории. С запада навстречу ей из Тузлы и Сараева предстояло наступать 718-й дивизии. Для предотвращения возможного отступления партизанских отрядов за реку Босна и обеспечения рубежа окружения на северо-западе района операции предусматривалось создать заградительную группу «Вареш» на линии Вареш — Бреза — село Подлугови. Хорватским воинским частям надлежало действовать в составе боевых групп немецких дивизий. Завершение окружения с юга должны были выполнить итальянские войска. Для этого предстояло задействовать одну дивизию из состава 2-й армии.
Вместе с тем в немецком плане имелись слабые стороны. В значительной степени игнорировались слишком узкие временные рамки проведения операции. Недостаточно учитывались тяжёлые условия местности и неподготовленность немецких частей к действиям в горах, а также зависимость исполнения задачи по окружению повстанческих сил от итальянцев. Проблемы подготовки операции стали явными ещё до её начала. Так, хотя генерал Бадер обратился 26 декабря к командующему итальянской 2-й армией генералу Витторио Амброзио с просьбой блокировать демаркационную линию в районе Горажде с 15 января 1942 года, 7 января итальянская сторона сообщила о возможной задержке операции. На состоявшемся на следующий день совещании Бадер отметил основную проблему — дефицит времени, не позволяющий обеспечить систематическое прочёсывание занятой повстанцами местности. Поэтому каждый встречный должен был здесь рассматриваться немецкими войсками в качестве врага.

### Партизаны
После формирования 1-й Пролетарской бригады Верховный штаб перешёл в район базирования Романийского партизанского отряда для организации борьбы против подрывной деятельности четников в Восточной Боснии и укрепления партизанских отрядов. Планами ВШ предусматривалось последующее установление контроля над горняцким районом Вареш — Бреза, а по возможности и Зеницей, мобилизация промышленного пролетариата и тем самым укрепление и консолидация партизан Восточной Боснии. В дальнейшем намечалось развернуть продвижение в Сербию. Этим планам помешали действия немецких войск.
Партизанские силы в районе операции состояли из 1-й Пролетарской бригады, Романийского и Бирчанского партизанского отрядов, а также отряда «Звезда» — всего около 6000 бойцов. Кроме того, в районе горного массива Озрен находился Озренский партизанский отряд. Главный штаб народно-освободительных партизанских отрядов (ГШ НОПО) Боснии и Герцеговины размещался в селе Иванчичи. Верховный штаб, располагавшийся в селе Гаеви вместе с ЦК КПЮ, хотя и заметил намерения противника, но до начала наступления не располагал достаточными сведениями для оценки масштабов вражеской операции и не разработал плана обороны освобождённой территории. Тем не менее, исходя из опыта боёв в Сербии, всем партизанским частям была поставлена задача уклоняться от фронтальных столкновений с противником, наносить ему удары в тыл и во фланги и за счёт маневрирования удержаться на своей территории.

## Боевые действия
Операция проводилась в труднопроходимом малонаселённом гористом районе Восточной Боснии, покрытом в эту пору года глубоким снегом. 14 января при температуре от −18 до −20 °C началось выдвижение германских войск из района Зворника. На следующий день развернулось общее наступление на контролируемые партизанами и другими повстанцами районы горы Романия, плато Гласинаца и долины реки Кривая из Тузлы, Сараева и Вышеграда. Первые три дня действия немцев были направлены большей частью против четников, которые преимущественно не оказывали сопротивления. Однако не все четнические отряды действовали одинаково. В районе Зворника 14—15 января состоялся двухдневный бой между четниками и 697-м полком 342-й пехотной дивизии, в ходе которого в первый день погибли 5 и были ранены 33 немецких солдата. 15 января сопротивление четников было сломлено и немцы заняли село Веля-Глава, что по оценке Бадера явилось самым тяжёлым эпизодом операции. В то же время в районе Зворника подразделения 342-й дивизии без боя овладели важными опорными пунктами в селе Дриняча и местечке Нова-Касаба. В первом из них в плен сдались 30 четников, а во втором 391 четник. В дальнейшем немцы без встречного сопротивления заняли Миличе, Братунац, Сребреницу и 16 января без боя вошли в город Власеницу. Церский отряд четников Михайловича под командованием Драгослава Рачича, находившийся в зоне операции, уклонился от боёв с немецкими войсками и ушёл на территорию Сербии.
В отличие от четников, партизаны оказывали сопротивление немецким войскам, но добиться успехов, за исключением Бирчанского отряда, не смогли. В бою с 697-м полком 342-й пехотной дивизии, усиленным 4-м и 5-м батальонами 3-го домобранского пехотного полка, состоявшемся 16 января около села Веле-Главе, партизаны Бирчанского отряда из засады смертельно ранили 12 немецких солдат и взяли в плен 24-ю сотню 3-го полка. Тем не менее немцы в тот же день заняли Шеховиче, а на следующий — Власеницу.
В то же время из Зворника через Дринячу в направлении Власеницы, не встречая сопротивления, продвигалась большая часть 699-го полка 342-й дивизии, усиленного ротой 202-го танкового батальона. 18 января оба полка соединились во Власенице, а один батальон 699-го полка занял Сребреницу. 19 января эти полки продолжили наступление на Хан-Песак, с боем у села Хан-Плоча отбросили к югу 5-й батальон 1-й Пролетарской бригады с подразделениями Бирчанского и Романийского отрядов и 20 января овладели Хан-Песаком. Это значительно облегчило задачи 738-го полка 718-й пехотной дивизии, в тот же день взявшего без боя Подроманию.
Последним успехом операции стала атака 697-го полка (по другим данным, 698-го полка) на село Пьеновац. 21 января немцы нанесли здесь удар по Романийскому партизанскому отряду и 5-му Шумадийскому батальону 1-й Пролетарской бригады. Атака, проводившаяся из леса, застала врасплох штабы обеих партизанских частей. В бою погибли 59 партизан, в том числе командир и политический комиссар 5-го батальона, а командир Романийского отряда покончил с собой, чтобы не попасть в плен. Эта победа явилась исключением в ходе целой операции. Немецкие войска в условиях труднопроходимой местности действовали преимущественно вдоль дорог и оставляли партизанам пространство для манёвра, что позволило основной части партизанских отрядов уклониться от ударов противника и вместе с Верховным штабом уйти за демаркационную линию, поскольку итальянская 3-я горнострелковая дивизия «Равенна» прибыла в заданный район слишком поздно и участок блокирования на линии Горажде — Фоча остался открытым. Понимая, что партизаны вышли из окружения, 342-я пехотная дивизия в 22 часа 50 минут 22 января начала отвод своих подразделений. Отход 342-й дивизии неблагоприятно сказался на положении 718-й дивизии и домобранских частей, так как район, из которого накануне были вытеснены силы повстанцев, был оставлен немцами, и партизаны и четники получили передышку. Отводом 697-го полка во Власеницу и 699-го в Сребреницу воспользовались четники Дангича и партизаны Бирчанского отряда, вернувшиеся в места прежней дислокации. Прекращение боевых действий 342-й дивизии оказало ещё более благоприятное воздействие на большую часть 1-й Пролетарской бригады, дав ей возможность осуществить вывод своих подразделений в южном направлении.
Наступательные действия немецких войск нарушили систему управления и взаимодействия рассредоточенных на большой территории партизанских формирований, вынужденных за счёт маневрирования в сложных погодных условиях уклоняться от ударов противника. В этой обстановке Верховный штаб, вышедший за итало-германскую демаркационную линию в район Горажде, утратил связь со своими партизанскими частями. Только 23 января к нему присоединился 4-й Крагуевацкий батальон 1-й Пролетарской бригады. Через него начальник ВШ Арсо Йованович отправил 27 января письмо командованию Пролетарской бригады. 23 января также была восстановлена связь с Белградским батальоном Посавского отряда, которому сразу была поставлена задача войти в Фочу. После её исполнения туда же переместился и Верховный штаб НОПиДАЮ, приступивший к работе по стабилизации обстановки на освобождённой территории Фочанского котара севернее Калиновика. На следующие 3 месяца Фоча стала центром народно-освободительного движения, как и Ужице осенью 1941 года.

### Игманский марш
Штабы 1-й Пролетарской бригады и партизанских отрядов в неразберихе отступления не заметили прекращения операции и отвода немецких войск. Учитывая силу неприятельских войск и большие потери 2-го и 5-го батальонов, командование бригады стремилось избежать новых прямых столкновений и обеспечить свободу манёвра своим подразделениям. Чтобы дать передышку утомлённым батальонам, штаб бригады отвёл их на расстояние от немецких частей. При этом был полностью утрачен боевой контакт с противником. Ожидая продолжения немецких действий и опасаясь оказаться в окружении превосходящих сил противника, штаб решил покинуть район расположения и как можно скорее идти на соединение с Верховным штабом. К 27 января большая часть бригады (1-й, 2-й, 3-й и 5-й батальоны, рота тяжёлого оружия и штаб) собралась в районе села Ракова-Нога и в тот же день после полудня выступила в поход в район Фочи, обходя стороной Сараево через Сараевско-Поле и гору Игман.
Самым опасным и длинным был отрезок маршрута через Сараевско-Поле, минуя аэродром в Райловаце и гарнизоны противника. В пути необходимо было преодолеть железнодорожные и автомобильные линии коммуникаций и студёную реку Босна. Решение штаба бригады было принято всеми без обсуждения. План перехода был нестандартным, смелым и продуманным, а потому казался более выполнимым, чем в действительности. Мост через Босну охранялся местной полицией, но в эту ночь из-за сильного холода охрану сняли. К 19 часам авангард бригады вышел к мосту. Не встретив противника, авангард выставил боевое охранение и пересёк реку. Другие подразделения на подступах к мосту столкнулись с препятствием — ручьём Волуица. В 30-градусный мороз он покрылся льдом, который не выдержал веса. Перескакивая через ручей, некоторые бойцы падали в воду. Это имело роковые последствия. Обувь вскоре превращалась в ледяной панцирь, ноги замерзали. Мороз крепчал. Глубокий снег, заторы у ручья и при пересечении железной дороги из-за проходящего поезда, а также пребывание в неподвижности в боевом охранении приводили к переохлаждениям и обморожениям конечностей. К 22 часам вышли к подножью Игмана. Здесь, в непосредственной близости от цели, столкнулись с новой проблемой. Дорога возле Игмана сначала ведёт по склону, а затем круто поворачивает вверх. На этом крутом склоне дорога обледенела и поверху была укрыта тонким слоем только что выпавшего снега. Люди скользили и срывались вниз. То же происходило с лошадьми. Это вызвало остановку колонны и скопление людей на небольшом участке около горы и на дороге Сараево — Блажуй. Возрастала опасность неожиданного подхода моторизованных подразделений противника. Пришлось рубить лёд топорами, разгружать вьючных лошадей, помогая им преодолеть подъём, и таскать на себе в гору тяжёлое оружие и другое снаряжение. Всё это время командир бригады был на самых сложных участках и поддерживал бойцов своим примером. Задержка у подножия Игмана в условиях редкостно низкой температуры воздуха стала основной причиной обморожений у большого числа бойцов. Ничто не спасало от мороза. Попытки отогреться в попадавшихся на пути жилищах только усугубляли положение: снег на обуви таял и на морозе превращался в лёд. Люди, таскавшие оружие и грузы в гору, получали обморожения пальцев рук.
Около Игмана снежные заносы становились всё глубже. Чуть оступившись, люди падали в глубокий снег. К рассвету стало ещё холоднее. Колонна шла уже 10 часов без привала и пищи. Сил становилось всё меньше, а гора всё суровее и холоднее. Плохо одетые бойцы замерзали, даже находясь в постоянном движении. Отдельные бойцы пытались найти спасение от холода в одиноких хижинах, но командиры заставляли их продолжать движение. К 8 часам утра колонна прибыла на Велико-Поле. Здесь стоял большой горный дом, в котором располагались четники, в то время ещё сотрудничавшие с партизанами. Они поделились с ними едой. Медсёстры, менее замёрзшие партизаны и четники помогали снять промёрзлую обувь и массировать окоченевшие ноги пострадавших бойцов. К 11 часам большая часть бригады прибыла в Пресьеницу. Местное население было мобилизовано на транспортировку обмороженных и неходячих бойцов в близлежащие населённые пункты и Трново, где дислоцировался штаб Калиновикского партизанского отряда. Отсюда после короткого пребывания 1-я Пролетарская бригада переместилась к Калиновику и Фоче. Длившийся 18 часов поход, названный «Игманским маршем», вошёл в историю как один из выдающихся подвигов бойцов 1-й Пролетарской бригады, символ их сплочённости, выносливости и морального духа. За время перехода обошлось без погибших и пропавших без вести, хотя 172 партизана получили обморожения различной степени тяжести. Позднее около 120 «игманцев» после лечения вернулись в свои подразделения.

## Итоги
Операция «Юго-Восточная Хорватия» закончилась в целом безуспешно. Большинство повстанческих сил избежало уничтожения или плена. Часть отступила за пределы района операции, как это было в случае с Верховным штабом НОПиДАЮ и 1-й Пролетарской бригадой, а также некоторыми отрядами четников. Другие укрылись в труднодоступной местности вдали от важных линий коммуникаций. Вместе с тем германским и усташско-домобранским войскам удалось временно остановить разрастание народно-освободительной войны в регионе, нарушить процесс консолидации партизанских сил, начавшийся после прибытия Верховного штаба НОПиДАЮ, а также предотвратить прорыв партизанских отрядов к индустриальным и горняцким районам Восточной Боснии. В ряде вновь захваченных оккупантами населённых пунктов были оставлены усташско-домобранские гарнизоны.
Хотя замысел операции предполагал прочёсывание района в четырёхугольнике Сараево — Тузла — Зворник — Вышеград, в тяжёлых зимних погодных условиях боевые действия 5 немецких полков велись в основном вдоль направлений маршрутов движения. Это давало партизанам возможность уклониться от немецкого наступления. Благодаря этому операция завершилась без тяжёлых боёв и столкновений, а также не повлекла за собой высоких потерь с обеих сторон. Значительное количество захваченного у повстанцев оружия (22 пулемёта и 855 винтовок) объясняется тем, что четники Дангича имели приказ не вступать в бой с немецкими войсками и позволяли разоружить себя без сопротивления. Сведения о потерях противоречивы. Так, Белградский военно-исторический институт оценивает общие потери усташско-домобранских войск в 1200 человек, а 1-й Пролетарской бригады — в 272 человека. Хорватский историк Владимир Шуманович приводит сведения из донесения 2-го домобранcкого корпуса от 5 февраля 1942 года, согласно которым повстанцы потеряли 736 человек убитыми, 33 ранеными и 1471 пленными. При этом из числа общих потерь повстанцев большую часть составили пленённые четники Дангича. Немецкие войска потеряли: 25 убитых, 125 раненых, 1 пропавший без вести, 64 больных и травмированных, а также 337 обмороженных солдат. Потери домобран составили 15 убитых, 35 раненых, 5 пропавших без вести и попавших в плен, 24 больных и травмированных, а также 167 обмороженных солдат.
Излагая некоторые свои соображения об итогах операции «Юго-Восточная Хорватия», командующий немецкими войсками в Сербии генерал Бадер резюмировал в письме командующему войсками на Юго-Востоке от 5 февраля 1942 года: «Попытка устранить очаг волнений в Восточной Боснии не удалась. Этого невозможно будет добиться и в будущем. Размеры территории и сложность рельефа требуют задействовать как минимум 6 дивизий, чтобы шаг за шагом зачистить местность так, чтобы не осталось ни одного мужчины, способного носить оружие. При этом неважно, будут ли это сербы или хорваты. На это потребуется 6—8 недель времени. Если из Восточной Боснии исчезнет последний боеспособный мужчина, всё равно можно ожидать, что бабы начнут убивать друг друга».

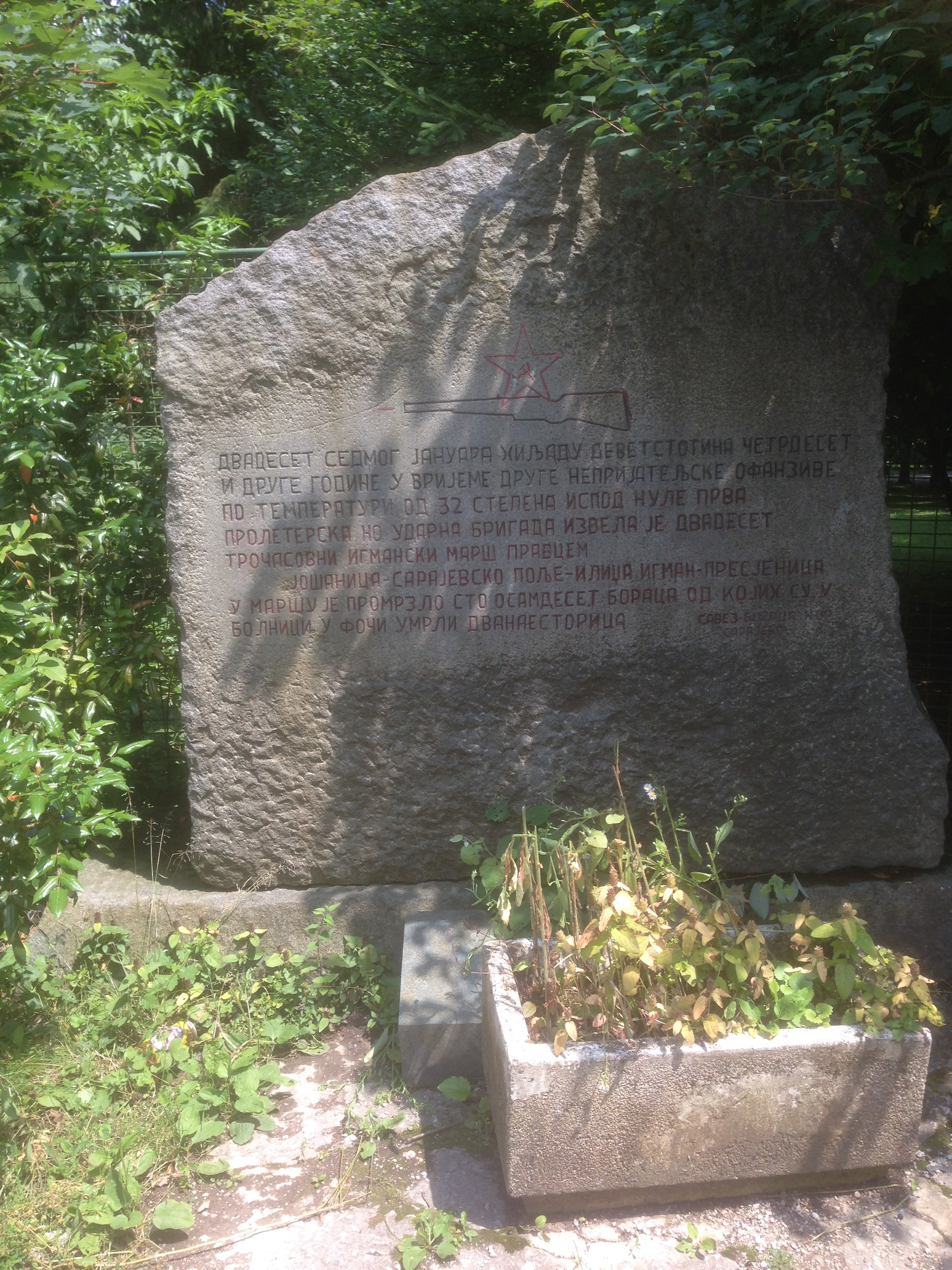
Памятник в честь Игманского марша в общественном парке Врело-Босне

## Память
События, связанные с военными действиями партизан в ходе операции «Юго-Восточная Хорватия», отражены в художественном фильме режиссёра Здравко Шотра «Игманский марш», созданном в СФРЮ в 1983 году.
В Сараево имеется Архитектурный ансамбль — группа памятников, посвящённых Игманскому маршу (босн. Graditeljska cjelina — grupa spomenika posvećenih Igmanskom maršu). Комплекс состоит из 10 мемориалов. В ноябре 2015 года им присвоен статус национальных памятников Боснии и Герцеговины.